# Unified Parkinson's Disease Rating Scale
La Unified Parkinson's Disease Rating Scale, anche nota con la sigla UPDRS, è la scala di valutazione maggiormente utilizzata nella valutazione della prognosi della malattia di Parkinson.

## Struttura dalla valutazione
La valutazione è comprensiva di sei parti:
- Parte I: valutazione clinica dei seguenti parametri dello stato mentale, del comportamento e dell'umore
  1. deterioramento intellettuale
  2. disturbo del pensiero
  3. depressione
  4. motivazione, iniziativa
- Parte II: autovalutazione da parte del paziente delle seguenti attività quotidiane 
  1. parlare
  2. deglutire
  3. capacità di salivazione
  4. scrivere
  5. tagliare il cibo e sorreggere il cucchiaio
  6. vestirsi
  7. igiene personale
  8. frequenza delle cadute (non in relazione con il FREEZING)
  9. camminare
  10. Freezing
  11. tremore
  12. disturbi sensoriali relativi alla malattia
- Parte III: valutazione clinica delle seguenti capacità motorie
  1. capacità di parlare
  2. espressività/mimica facciale
  3. tremore a riposo
  4. tremore posturale della mano
  5. rigidità
  6. la sensibilità delle dita ( il paziente tocca il pollice con l'indice e in successione rapida con le altre dita)
  7. mobilità della mano (il paziente apre e chiude la mano velocemente e con costanza)
  8. movimenti rapidi e alterni della mano (pronazione-supinazione, verticale-orizzontale)
  9. agilità delle gambe
  10. abilità nell'alzarsi da una sedia
  11. postura
  12. tipologia di cammino
  13. stabilità posturale
  14. bradicinesia e ipocinesia
- Parte IV: analisi clinica delle complicazioni della malattia (verifica settimanale)
  1. discinesie
  2. fluttuazioni cliniche
  3. altre complicazioni
- Parte V: valutazione prognostica del grado di avanzamento e gravità della malattia secondo la scala di Hoehn e Yahr
- Parte VI: valutazione della disabilità secondo la scala di autonomia di Schwab and England